# Bill Nieder
William Henry "Bill" Nieder, född 10 augusti 1933 i Hempstead i Nassau County, New York, död 7 oktober 2022 i Angels Camp i Calaveras County, Kalifornien, var en amerikansk friidrottare inom kulstötning.
Nieder blev olympisk mästare i kulstötning vid olympiska sommarspelen 1960 i Rom.